# José Ignacio Cantera
José Ignacio Cantera (Bilbao, 30 de enero de 1970) es un batería español de rock, miembro de las bandas Extremoduro, Inconscientes y UOHO.
En 1997 se une a Extremoduro, banda en la que ya militaban Roberto Iniesta, "Robe" (líder, compositor, guitarrista y vocalista) e Iñaki "Uoho" Antón (productor y guitarrista, por entonces también de Platero y Tú). Desde entonces han publicado cinco discos de estudio. En 2001 colabora en Poesía básica único álbum del proyecto Extrechinato y Tú, destinado a ensalzar y promocionar la figura de Manolo Chinato, poeta amigo de Robe que ya había colaborado con los propios Extremoduro y cuyos versos componen la práctica totalidad de las letras del disco, recitados en su mayoría por el propio Chinato.
En 2006, y ante el parón compositivo de Extremoduro, Iñaki inicia el proyecto La Inconsciencia de Uoho (más tarde y actualmente conocido como Inconscientes) junto a Miguel y Cantera. A ellos se une Jon Calvo, vocalista y guitarrista de Memoria de Pez, uno de los grupos de la plantilla de Muxik, discográfica que Uoho y Robe iniciaron ese mismo año y con la que la banda ha publicado tres discos hasta la fecha, Inconscientes (2007), Quimeras y otras realidades (2016) y No somos viento (2018). Tras la publicación del disco y los primeros conciertos en los que se da a conocer el proyecto, la banda cambia su nombre por Inconscientes, eliminando la referencia al líder en el nombre de la banda, que aparecía con fines puramente propagandísticos.

## Extremoduro
Finalmente, el 25 de agosto de 2021, Robe confirmó que la productora Live Nation le había comunicado que daba por cancelada la gira de despedida de Extremoduro quedando cerrada así definitivamente la trayectoria de la banda.
- Última formación de Extremoduro
  - Roberto Iniesta – Voz y guitarra (1987-2019)
  - Iñaki Antón «Uoho» – Guitarra (1996-2019)
  - José Ignacio Cantera – Batería (1997-2019)
  - Miguel Colino – Bajo (2001-2019)